# Годинник Фішера
Годинник Фішера — різновид шахового годинника, запропонований та запатентований одинадцятим чемпіоном світу з шахів Робертом Фішером.
«Годинник Фішера» заснований на ідеї зрівняти шанси суперників наприкінці гри, коли в цейтноті «висить прапорець». Тим, хто грав партії з шаховими годинниками, знайоме почуття досади, коли через брак часу виграшна позиція обертається нічиєю або навіть програшем. «Годинник Фішера» додає певну кількість секунд за кожний зроблений хід. Таким чином, якщо укладатися в цей ліміт, то «прапорець» на годиннику ніколи не впаде. Більш того, невитрачені секунди накопичуються, і замість зменшення часу, що залишився може відбутися його прибавка. Теоретично шахіст-першорозрядник із «годинником Фішера» в силах довести до фіналу будь-яку технічно виграну позицію.
«Годинник Фішера», на відміну від «випадкових шахів Фішера», отримали підтримку в міжнародній організації ФІДЕ. Вперше новий контроль часу і новий годинник були застосовані 1992 року в матчі Фішер — Спаський (Югославія).
Відомі аматорські конструкції «Годинника Фішера», що використовують персональний комп'ютер зі стандартною клавіатурою або з блоком перемикачів, що підключаються до LPT- або COM-порту. 